# Середовище передачі даних
Середо́вище переда́чі да́них (англ. media) — фізична субстанція, в якій відбувається передача (перенесення) тієї чи іншої інформації (даних) від джерела (передавача, відправника) до приймача (одержувача). Інформація переноситься за допомогою сигналів. Сигнали можуть мати різну природу:
- електричну (електрони в міді, заряджені йони);
- механічну (звукові хвилі в повітрі, сейсмічні хвилі в ґрунті);
- електромеханічну;
- електромагнітну (радіохвилі в повітрі, в безповітряному просторі або в ґрунті)[1];
- оптичну (світло лазера в оптоволокні)[2][3][4].

Середовище передачі може бути природним або штучним. Воно є складником каналу зв’язку.

## Природні середовища
- Космічний (безповітряний) простір. Сигнали:
  - електромагнітне випромінювання ;
    - світло;
    - рентгенівське випромінювання;

  - та інші види випромінювання.
- Газоподібні середовища. Сигнали:
  - радіохвилі[1].
- Рідкі (киселеподібні) середовища. Сигнали:
  - звукові хвилі.
- Тверді середовища (ґрунт, камінь, дерево). Сигнали:
  - звукові хвилі;
  - сейсмічні хвилі.

Звукові та сейсмічні хвилі добре проводяться твердими матеріалами природного походження (камінь, дерево), що використовується під час створення електромеханічних пристроїв прийняття-передавання інформації.

## Штучні середовища
Штучні середовища для передачі сигналів здебільшого представлені проводами та кабелями.
- Оптичний кабель. Матеріали (середовища): скло і/або пластик. Сигнал — світло (електромагнітна хвиля) переноситься внаслідок ефекту повного внутрішнього зображення[5].

Кабелі, проводи з металевим провідником. Різновиди: коаксіальний кабель, вита пара та інші. Матеріали (середовища): мідь і інші провідники. Сигнал — електрони/заряджені іони, що передаються шляхом відмінності рівнів напруги на різних кінцях провідника (внаслідок різниці потенціалів).  Вуглецеве волокно і тканини з вуглецевих волокон. Матеріал (середовище): вуглець. Сигнали електричні.
1. 1 2  Demetrius T Paris and F. Kenneth Hurd, Basic Electromagnetic Theory, McGraw Hill, New York 1969 ISBN 0-07-048470-8, Chapter 8
2. ↑  Agrawal, Manish (2010). Business Data Communications. John Wiley & Sons, Inc. с. 41–43. ISBN 978-0470483367.
3. ↑  Optical Fiber. www.thefoa.org. The Fiber Optic Association.
4. ↑  Lee, Byoungho (2003). Review of the present status of optical fiber sensors. Optical Fiber Technology. 9 (2): 57—79. Bibcode:2003OptFT...9...57L. doi:10.1016/s1068-5200(02)00527-8.
5. ↑  Senior, pp. 12–14
6. ↑  Agrawal, Manish (2010). Business Data Communications. John Wiley & Sons, Inc. с. 37. ISBN 978-0470483367.
7. ↑  McBee, David Barnett, David Groth, Jim (2004). Cabling : the complete guide to network wiring (вид. 3rd). San Francisco: SYBEX. с. 11. ISBN 9780782143317.
8. ↑  Nahin, Paul J. (2002). Oliver Heaviside: The Life, Work, and Times of an Electrical Genius of the Victorian Age. ISBN 0-8018-6909-9.